# Katedrala u Salisburyju
Katedrala u Salisburyju je katedrala ranoengleskog gotičkog stila u Wiltshireu u Engleskoj, izgrađena od 1220. – 1258.

## Povijest
Izvorna katedrala stajala je na brežuljku normanskog utvrđenog grada Salisburyja (iz saksonskog: Searisbyrig, u značenju "Cezarov burg", tj. grad). Godine 1217. biskup Richard Poore molio je papu da premjesti crkvu, tvrdeći da je vjetar tako bučan da vjernici ne mogu da čuju ni sebe ni misu. No, vjerojatno iza njegova zahtjeva stoji želja za osamostaljenjem od moćnih normanskih gospodara. U to vrijeme je završena šestogodišnja zabrana gradnje crkava koju je papa Inocent III. (pontifikant od 1198. – 1216.) donio za vrijeme vladavine kralja Ivana (1199. – 1216.) Papa je ukinuo zabranu jer je kralj obećao suverenitet crkvi.
Biskup je ustanovio i temelje današnjeg Salisburyja dok se gradila katedrala. Uz kamen sa stare katedrale koristio se i tamni Purbec, fosilizirani kamen, iz južne Engleske i kamen iz kamenoloma u Caenu, Francuska.
Katedrala je vandalizirana i uništena u protestantskoj reformaciji u Engleskoj za vrijeme vladavine kralja Henrika VIII. (1509. – 1547.).
U 18. stoljeću, engleski arhitekt James Wyatt, prozvan "Uništavač", predložio je temeljitu rekonstrukciju za koje su vitraji i skulpture potpuno uklonjene ili pomiješane. Slične kampanje "preuređenja" srednjovjekovnih crkava bile su uobičajene u to vrijeme. Želje tih restauratora su bile komplicirane i daleko od onoga što mi danas smatramo povijesnom autentičnošću.

## Struktura
Suzdržano ukrašena, katedrala je piramidalne kompozicije, a geometrijski oblici njenih masa kulminiraju u glasovitoj krovnoj kapi. Toranj je visok 123 metra i bio je najviši kameni toranj u srednjem vijeku. Kamene stijene koje ga nose tako su tanke da je s konstruktivnog stajališta upravo nevjerojatno da ovaj divni toranj još stoji.
Tlocrt je dug i uzak s istaknutim dvostrukim transeptima i četverokutnom apsidom umjesto kružne; manje kompaktan nego tlocrti francuskih crkava.
Glavni brod s jednostavnim četverodijelnim svodom visok je samo 26 metara. Njegova vodoravna linija naglašena je galerijom iznad pobočnih brodova.
Zapadno pročelje je zasigurno građeno pod utjecajem razvučenog pročelja katedrale u Wellsu.
Osmerokutna kaptolska zgrada s lijepim svodom počela se graditi 1263. godine. Geometrijski oblici mrežišta tipični su za prvu fazu engleske rane gotike, tzv. Decorated Style.
Klaustar, dovršen 1284. godine, bogato je perforiran u stilu "Decorated Style" i to je najveći i najbolje sačuvan klaustar u Engleskoj.
Ograđeni prostor iz 18. stoljeća na sjeverozapadu jedna je od njenih najljepših osobina.
Katedralu je u njenom pastoralnom okviru svojim slikama ovjekovječio romantičarski slikar John Constable.